# Хайрюза (приток Белой)
Хайрюза (лог Ромашев) — река в России, протекает по Троицкому району Алтайского края. Устье реки находится в 38 км по левому берегу реки Белая. Длина реки составляет 19 км, площадь водосборного бассейна 83 км².

## Данные водного реестра
По данным государственного водного реестра России относится к Верхнеобскому бассейновому округу, водохозяйственный участок реки — Обь от слияния рек Бия и Катунь до города Барнаул, без реки Алей, речной подбассейн реки — бассейны притоков (Верхней) Оби до впадения Томи. Речной бассейн реки — (Верхняя) Обь до впадения Иртыша.